# Sound Attack
Sound Attack je bila slovenska glasbena skupina, ki sta jo v zadnji postavi sestavljala Špela Buda in Simon Šurev. Zvrstno je spada njihova glasba med dance, house in pop. Skupino sta ustanovila Simon Šurev in Pika Božič leta 1997.

## Uspešnice
- Le tebe še hočem
- (Oh Baby) Jaz hočem te
- Ko te ni
- Svet vrti se

## Diskografija

### Albumi
- Sound Attack (1998)
- Sound Attack II (2000)
- 24/7 (2003)

## Nastopi na glasbenih festivalih

### EMA
- 1998: Zakaj odšel si (Simon Šurev - Pika Božič - Simon Šurev, Jure Havliček) - 8. mesto (1.628 telefonskih glasov)
- 1999: Kje si zdaj (Simon Šurev - Pika Božič - Simon Šurev, Gregor Zemljič) - 11. mesto (10 točk)